# Akbarpur (Ramabai Nagar)
Akbarpur (hindi अकबरपुर) – miasto w północnych Indiach w stanie Uttar Pradesh, na Nizinie Hindustańskiej.
Populacja miasta w 2001 roku wynosiła 17 368 mieszkańców.